# Мауналоа (Хаваји)
Мауналоа (енгл. Maunaloa) насељено је место за статистичке потребе у америчкој савезној држави Хаваји. По попису становништва из 2010. у њему је живело 376 становника.

## Демографија
Према попису становништва из 2010. у граду је живело 376 становника, што је 146 (63,5%) становника више него 2000. године.
| Група             | 2000.      | 2010.      |
| Белци             | 34 (14,8%) | 52 (13,8%) |
| Афроамериканци    | 1 (0,4%)   | 2 (0,5%)   |
| Азијати           | 43 (18,7%) | 31 (8,2%)  |
| Хиспаноамериканци | 12 (5,2%)  | 57 (15,2%) |
| Укупно            | 230        | 376        |